# Långgrund (norr om Skaftung, Kristinestad)
Långgrund är en ö i Finland. Den ligger i Bottenhavet och i kommunen Kristinestad i landskapet Österbotten, i den västra delen av landet. Ön ligger omkring 110 kilometer söder om Vasa och omkring 300 kilometer nordväst om Helsingfors.
Öns area är 12,6 hektar och dess största längd är 0,9 kilometer i nord-sydlig riktning.